# Zulfiqar (Panzer)

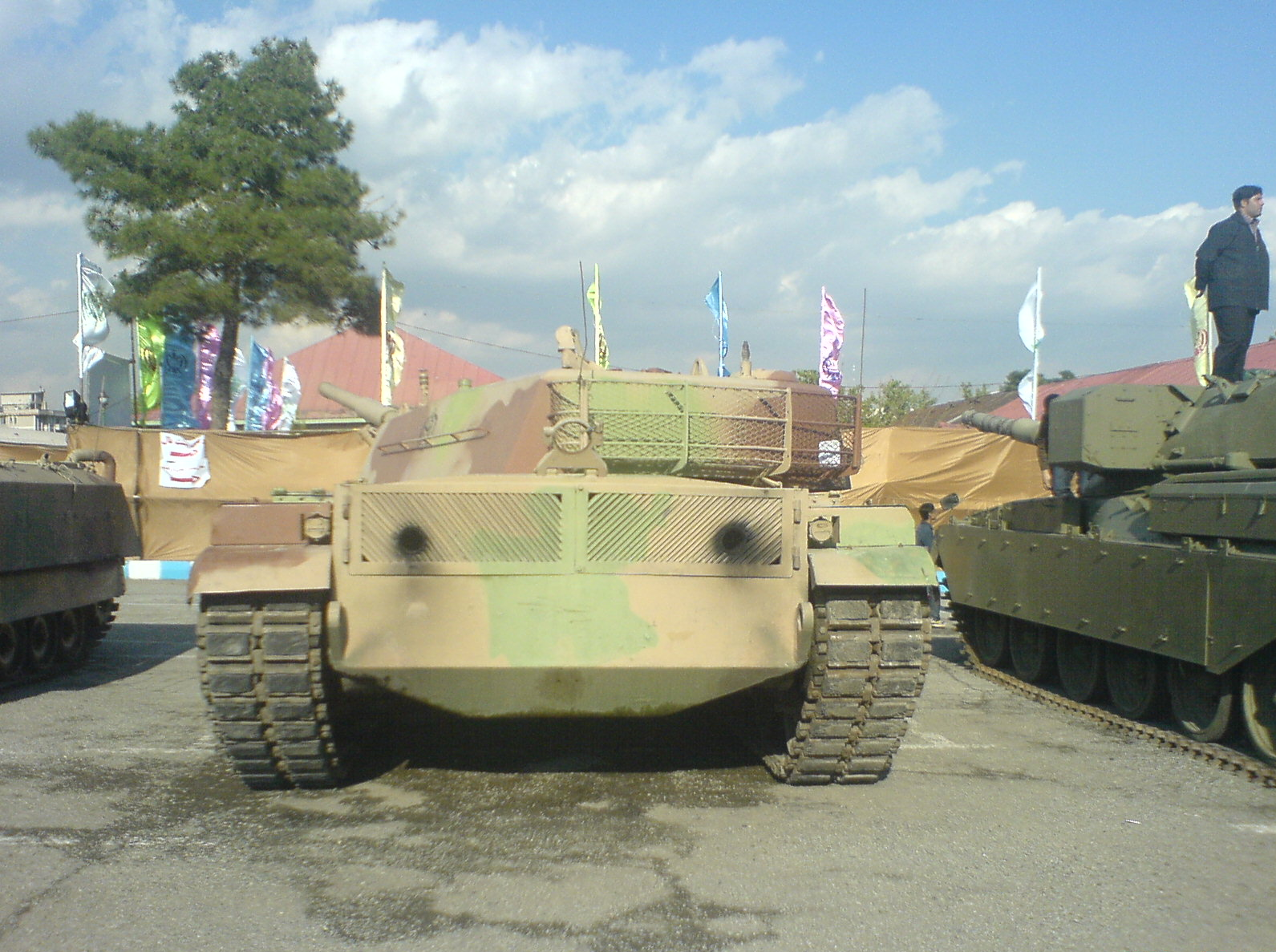
Zulfiqar-Panzer – Ansicht von hinten

Zulfiqar ist der erste iranische Kampfpanzer, benannt nach dem Schwert Dhū l-faqār.

## Entwicklung
Die Entwicklung begann Anfang der 1990er-Jahre, die ersten Prototypen wurden 1993 fertiggestellt. 1996 ging der Zulfiqar 1 in Serienproduktion. Die erste Version basiert vermutlich auf dem T-72 und dem M48 Patton bzw. dessen Nachfolger, dem M60-Kampfpanzer, den der Iran besitzt. Andere Quellen nennen den brasilianischen EE-T1 Osório als Vorbild. Inzwischen wurden auch zwei weitere Modelle gesichtet, wobei der Zulfiqar 3 äußerlich dem amerikanischen M1 Abrams ähnelt.
Wahrscheinlich besitzen alle Versionen die gleiche 125-mm-Kanone vom Typ 2A46, die auch im russischen T-80-Panzer und einigen Modellen des T-72 verwendet wird. Es wird ebenfalls angenommen, dass alle Modelle mit einem automatischen Nachladesystem ausgerüstet sind und über eine moderne Feuerleitanlage vom Typ EFCS-3 verfügen. Zurzeit befindet sich die jüngste Version Zulfiqar 3 in Serienproduktion. US-Beobachter bezweifeln hingegen für alle drei Varianten einen Eintritt in die Serienproduktion.